# Molly Huddle
Molly Huddle (31 augustus 1984) is een atlete uit de Verenigde Staten van Amerika. Ze is een langeafstandsloopster, zowel op de baan als op de weg. In 2014 liep ze een Amerikaans nationaal record op de 5000 m van 14.42,64, dat in 2016 werd verbeterd door Shannon Rowbury. Bij de Olympische Spelen van 2016 liep ze een Noord- en Midden-Amerikaans record op de 10.000 m in een tijd van 30.13,17. Dit record werd in 2023 verbeterd door Alicia Monson. Muddle veroverde veertien Amerikaanse titels op diverse lange afstanden, variërend van de 5000 m op de baan tot en met de 20 km op de weg.

## Loopbaan
Huddle bezit het parcourrecord van de Halve marathon van New York, die ze in 2015, 2016 en 2017 op haar naam schreef.
Op de Olympische Spelen van Londen in 2012 liep Huddle voor Amerika de 5000 m, waarbij ze als elfde eindigde.
Op de Olympische Spelen van Rio de Janeiro in 2016 liep ze de
10.000 m en werd ze zesde in de finale.

## Titels
- Amerikaans kampioene 5000 m - 2011, 2014, 2016
- Amerikaans kampioene 10.000 m - 2015, 2016, 2017, 2018, 2019
- Amerikaans kampioene 5 km - 2014, 2015
- Amerikaans kampioen 12 km - 2014, 2015
- Amerikaans kampioene 20 km - 2014, 2015

## Persoonlijke records
Baan
| Onderdeel    | Prestatie        | Datum            | Plaats             |
| ------------ | ---------------- | ---------------- | ------------------ |
| 1500 m       | 4.08,09          | 16 juli 2013     | Lignano Sabbiadoro |
| 1 Eng. mijl  | 4.26,8           | 11 juli 2014     | Dublin             |
| 3000 m       | 8.42,99          | 26 juli 2013     | Londen             |
| 2 Eng. mijl  | 10.01,08         | 14 juni 2002     | Raleigh            |
| 5000 m       | 14.42,64 (ex-NR) | 18 juli 2014     | Monaco             |
| 10,000 m     | 30.13,17 (ex-AR) | 12 augustus 2016 | Rio de Janeiro     |
| 15.000 m     | 50.07,82 (NR)    | 1 november 2020  | Attleboro          |
| 10 Eng. mijl | 53.49,90         | 1 november 2020  | Attleboro          |
| 1 uur        | 17.930 m         | 1 november 2020  | Attleboro          |

Weg
| Onderdeel      | Prestatie       | Datum            | Plaats         |
| -------------- | --------------- | ---------------- | -------------- |
| 5 km           | 14.50 (AR)      | 18 april 2015    | Boston         |
| 10 km          | 31.21           | 12 oktober 2015  | Boston         |
| 12 km          | 37.50           | 17 november 2013 | Alexandria     |
| 15 km          | 47.50           | 10 maart 2018    | Jacksonville   |
| 10 Eng. mijl   | 51.44           | 4 oktober 2015   | St. Paul (USA) |
| 20 km          | 1:06.26         | 7 september 2015 | New Haven      |
| halve marathon | 1:07.25 (ex-NR) | 14 januari 2018  | Houston        |
| marathon       | 2:26.33         | 28 april 2019    | Londen         |

Indoor
| Onderdeel   | Prestatie | Datum            | Plaats   |
| ----------- | --------- | ---------------- | -------- |
| 1 Eng. mijl | 4.46,42   | 10 maart 2002    | Landover |
| 3000 m      | 9.05,85   | 26 februari 2017 | Boston   |
| 5000 m      | 14.57,31  | 20 februari 2016 | New York |

## Palmares

### 5000 m
- 2010:  Wereldbeker in Split - 16.08,60
- 2011:  Amerikaanse kamp. - 15.10,01
- 2012: 11e OS - 15.20,29 (in serie 15.02,26)
- 2013: 6e WK - 15.05,73
- 2014:  Amerikaanse kamp. - 15.01,56
- 2016:  Amerikaanse kamp. - 15.05,01

### 10.000 m
- 2015:  Amerikaanse kamp. - 31.39,20
- 2015: 4e WK - 31.43,58
- 2016:  Amerikaanse kamp. - 31.41,62
- 2016: 6e OS - 30.13,17
- 2017:  Amerikaanse kamp. - 31.19,86
- 2017: 8e WK - 31.24,78
- 2018:  Amerikaanse kamp. - 31.52,32
- 2019:  Amerikaanse kamp. - 31.58,47
- 2019: 9e WK - 31.07,24

### 5 km
- 2014:  Amerikaanse kamp. - 15.10
- 2015:  Amerikaanse kamp. - 15.12

### 12 km
- 2014:  Amerikaanse kamp. - 38.08
- 2015:  Amerikaanse kamp. - 38.36

### 20 km
- 2014:  Amerikaanse kamp. - 1:08.34
- 2015:  Amerikaanse kamp. - 1:06.26

### halve marathon
- 2015:  halve marathon van New York - 1:08.31
- 2016:  halve marathon van New York - 1:07.41
- 2017:  halve marathon van New York - 1:08.19

### marathon
- 2016:  marathon van New York - 2:28.13
- 2018: 4e marathon van New York - 2:26.44

- World Athletics: 14313054